# 特羅伊齊亞
48°26′41″N 25°12′39″E / 48.44472°N 25.21083°E
特羅伊齊亞（烏克蘭語：Троїця），是烏克蘭西部的村莊，隸屬伊萬諾-弗蘭科夫斯克州的科洛梅亞區。該村始建於1579年，面積24.7平方公里，人口1,700，人口密度每平方公里76.8人。